# Kostel Saint-Louis-du-Louvre
Kostel Saint-Louis-du-Louvre (neboli kostel svatého Ludvíka v Louvru) byl kostel v Paříži, který se nacházel v dnešním 1. obvodu. V roce 1802 byl věnován protestantské církvi, ale již v roce 1806 byl zbořen.

## Historie
V roce 1187 vybudoval hrabě Robert I. z Dreux na severním, pravém břehu Seiny přímo vedle královského hradu kostel zasvěcený Tomášovi Becketovi. Kostel stejně jako královský hrad převzal pomístní jméno Louvre, takže se posléze nazýval Saint-Thomas-du-Louvre. U kostela založil hrabě i špitál sv. Mikuláše (Hôpital des pauvres écoliers de saint Nicolas).
V následujících staletích se kostel stal součástí rozrůstajícího se palácového komplexu a byl připojen k východnímu konci křídla Richelieu. V roce 1744 byly kostel a špitál výnosem Ludvíka XV. spojeny do jednoho společenství, které bylo zasvěceno svatému Ludvíkovi.
Po Francouzské revoluci město pronajalo kostel v roce 1791 protestantské církvi a 22. května se zde pod vedením hugenotského pastora Paula Henriho Marrona konala první protestantská mše. Výnosem z 2. prosince 1802 byl kostel oficiálně předán protestantské církvi.
Ovšem již v roce 1806 císař Napoleon Bonaparte nechal kostel strhnout, neboť stál v cestě navrženému spojení Louvru a Jardin des Tuileries. Protestanti posléze začali využívat kostel Oratoire du Louvre.